# Јаз (Салаж)
Јаз (рум. Iaz) насеље је у Румунији у округу Салаж у општини Плопиш. Oпштина се налази на надморској висини од 269 m.

## Становништво
Према подацима из 2002. године у насељу је живело 829 становника.

### Попис2002.
| Расподела становништва по националности 2002.‍ | Расподела становништва по националности 2002.‍ | Расподела становништва по националности 2002.‍ | Расподела становништва по националности 2002.‍ | Расподела становништва по националности 2002.‍ |
| --------------------------------------------- | --------------------------------------------- | --------------------------------------------- | --------------------------------------------- | --------------------------------------------- |
|                                               |                                               |                                               |                                               |                                               |
| Румуни                                        | Румуни                                        |                                               | 713                                           | 86,5%                                         |
| Роми                                          | Роми                                          |                                               | 30                                            | 3,6%                                          |
| Словаци                                       | Словаци                                       |                                               | 81                                            | 9,8%                                          |